# Парламентские выборы в Турции (ноябрь 2015)
Досрочные парламентские выборы в Турции состоялись 1 ноября 2015 года.

## Контекст выборов
После того, как после выборов в июне 2015 года правящая партия утратила большинство в парламенте и не смогла сформировать правительственную коалицию были назначены досрочные выборы.На 550 мест в Великом Национальном Собрании претендовало 16 партий. Право голоса имели примерно 56,9 миллионов граждан.

## Результаты
По итогам выборов при явке 85,2 % вновь победила Партия справедливости и развития.
| Партия | Партия                              | Голосов, Δ                    | Мест, Δ            |
| ------ | ----------------------------------- | ----------------------------- | ------------------ |
|        | Партия справедливости и развития    | 23 681 926 (49,50 %): ▲8,63 % | 317 (57,64%): ▲59  |
|        | Республиканская народная партия     | 12 111 812 (25,32 %): ▲0,37 % | 134 (24,36%): ▲2   |
|        | Демократическая партия народов      | 5 148 085 (10,76 %): ▼2,36 %  | 59 (10,73 %): ▼ 21 |
|        | Партия националистического движения | 5 694 136 (11,90 %): ▼4,39 %  | 40 (7,27 %)): ▼40  |

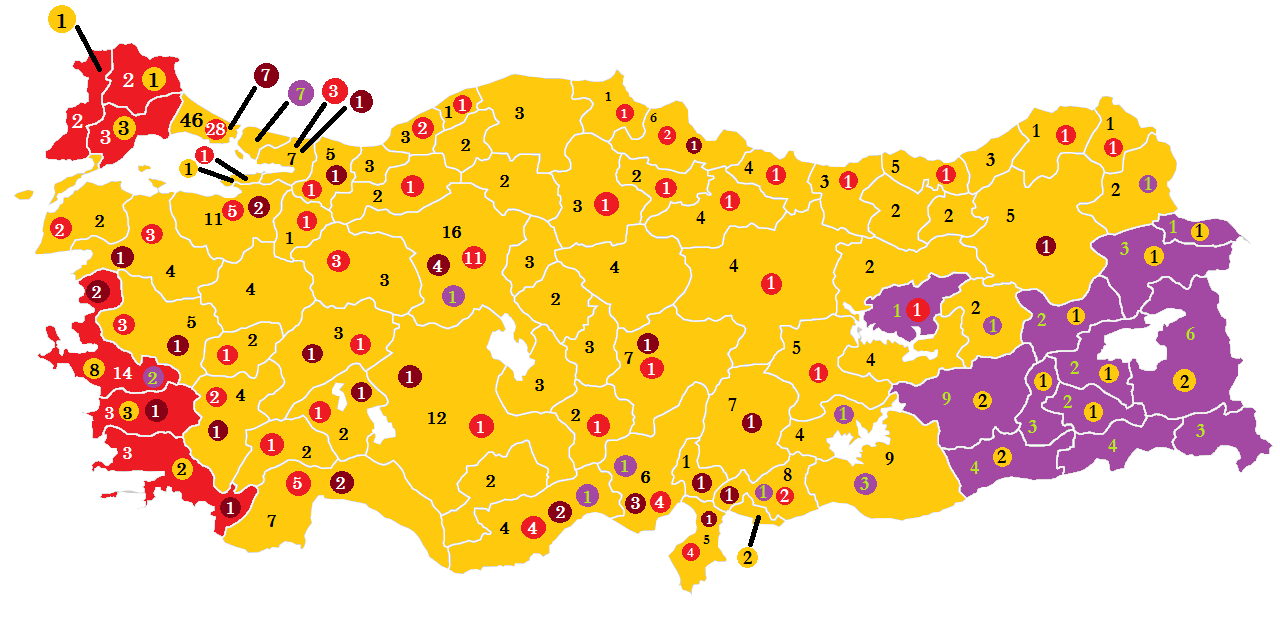

Остальные партии не преодолели 10-процентный барьер. Партия, занявшая 5-е место, (Партия счастья, мусульманская консервативная), получила лишь 325 978 голосов (0,68 %).